# Masenzivka, Hluhiv
Masenzivka (în ucraineană Масензівка) este un sat în comuna Pervomaiske din raionul Hluhiv, regiunea Sumî, Ucraina.

## Demografie
Componența lingvistică a localității Masenzivka
     Ucraineană (100%)
Conform recensământului din 2001, toată populația localității Masenzivka era vorbitoare de ucraineană (100%).